# Landstraße (metropolitana di Vienna)
Landstraße è una stazione delle linee U3 e U4 della metropolitana di Vienna situata nel 3º distretto subito sotto la stazione di Vienna Centro con cui costituisce il nodo di traffico intermodale con il maggior afflusso di passeggeri complessivo  di tutta l'Austria. La prima a entrare in servizio è stata la stazione della linea U4, il 15 agosto 1978, mentre la stazione della linea U3 è stata aperta al traffico il 6 aprile 1991. 

## Descrizione
La stazione si sviluppa in sotterranea su tre livelli. Al primo livello, subito al di sotto dei binari della stazione ferroviaria, si trova la fermata della linea U4 ai cui treni si accede tramite una piattaforma a isola centrale. Il livello sottostante svolge le funzioni di piano di distribuzione e ospita, tra gli altri, una panetteria. Il livello più profondo ospita la fermata della linea U3, i cui binari sono ortogonali rispetto a quelli della linea U4. Anche in questo caso, l'accesso ai treni avviene da una piattaforma a isola centrale.
Nel piano di distribuzione si trova dal 1991 il murale Permanent-Graffiti dell'artista Oswald Oberhuber, che raffigura sotto forma di graffiti animali immaginari come elefanti a forma di ameba, amebe a forma di elefante, uccelli-serpente intrecciati, un incrocio tra un cammello e una pecora dall'aria innocente che l'autore stesso definisce come "racconti senza racconto" o "storie fantastiche senza significato".
In due punti della piattaforma della linea U4 è presente dal 1993 la videoinstallazione Planet der Pendler mit den 3 Zeitmonden (lett. Pianeta dei pendolari con tre lune del tempo), in cui in cima a un orologio a pendolo stilizzato uno schermo televisivo mostra in diretta il pavimento di uno dei corridoi di collegamento con una prospettiva grandangolare con i rumori di fondo della stazione. L'immagine è circondata da tre lune che svolgono la funzione delle lancette delle ore, dei minuti e dei secondi, indicando l'ora esatta. Altre due installazioni identiche si trovano sui binari 1 e 4 della fermata dell'S-Bahn della stessa stazione di Vienna Centro.

## Ingressi
- Stazione di Vienna Centro
- Große Ungarbrücke
- Landstraßer Hauptstraße
- Landstraßer Hauptstraße/Invalidenstraße
- Gigergasse